# Luis Puig

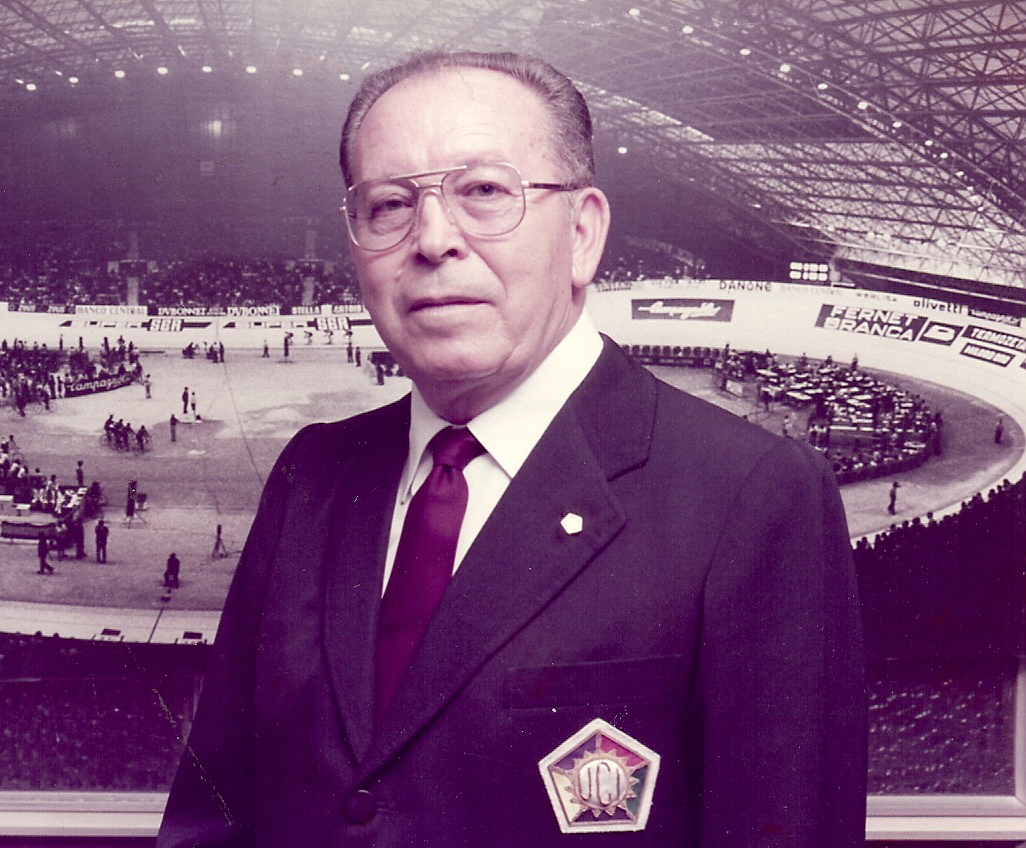
Luis Puig

Luis Puig Esteve (* 11. April 1915 in Alcúdia; † 31. Juli 1990 in Valencia) war von 1981 bis 1990 Präsident des Weltradsportverbandes Union Cycliste Internationale (UCI).
Luis Puig war von Jugend an sehr sportlich; er praktizierte Hockey, Baseball und Schwimmen. Im Hockey spielte er in der nationalen Auswahl. Er nahm ein Medizinstudium auf, das er aber wegen des Spanischen Bürgerkriegs nicht beenden konnte. Später lehrte er Sport an der Universität von Valencia und war Funktionär in verschiedenen spanischen Sportverbänden (Leichtathletik, Fußball und Basketball). Im Alter von 25 Jahren begann er zudem eine Tätigkeit als Radsporttrainer in der Region Valencia; von 1961 bis 1963 war er spanischer Nationaltrainer. 1968 wurde er Präsident des Radsportverbandes von Valencia. Er arbeitete auch als Journalist für die Zeitschrift Levante und betreute dort die Radsportseiten.
1981 wurde Luis Puig zum Präsidenten der UCI gewählt; dieses Amt hatte er bis zu seinem Tode im Jahre 1990 inne. Nach ihm wurde das Radrennen Trofeo Luis Puig benannt sowie der 1992 eingeweihte Sportpalast Palacio Velódromo Luis Puig (in valencianisch: Palau Velódromo Luis Puig), in dem im Eröffnungsjahr die UCI-Bahn-Weltmeisterschaften und bspw. die Leichtathletik-Halleneuropameisterschaften 1998 sowie die Leichtathletik-Hallenweltmeisterschaften 2008 stattfanden.
Luis Puig starb im Alter von 75 Jahren an den Folgen eines Schlaganfalls.